# Клепечиха
Клепечи́ха (рос. Клепечиха) — село у складі Поспєлихинського району Алтайського краю, Росія. Адміністративний центр Клепечихинської сільської ради.

## Населення
Населення — 1330 осіб (2010; 1444 особи у 2002 році).
Національний склад (станом на 2002 рік):
- росіяни — 93 %